# Regionale Eenheid Midden-Nederland
De Regionale Eenheid Midden-Nederland is een van de tien regionale eenheden van de nationale politie.
De regionale eenheid Midden-Nederland bestaat uit de vijf districten Gooi en Vechtstreek (A), Flevoland (B), Oost-Utrecht (C), Utrecht Stad (D) en West-Utrecht (E). De regionale eenheid kent in totaal 18 basisteams. 
De hoofdlocatie van de Regionale Eenheid Midden-Nederland is gevestigd in Utrecht. De meldkamer van de regionale eenheid is gevestigd in Hilversum.
District Gooi en Vechtstreek kent twee basisteams: 
- A1 Gooi en Vechtstreek-Noord
- A2 Gooi en Vechtstreek-Zuid

District Flevoland kent vijf basisteams: 
- B1 Dronten / Noordoostpolder / Urk
- B2 Lelystad / Zeewolde
- B3 Almere Buiten Hout
- B4 Almere Centrum Haven
- B5 Almere West

District Oost Utrecht kent vier basisteams:
- C1 Amersfoort
- C2 Bunschoten / Eemnes / De Bilt / Baarn / Soest
- C3 Zeist / Bunnik / Leusden / Woudenberg
- C4 Heuvelrug

District Utrecht Stad kent vier basisteams:
- D1 Utrecht West
- D2 Utrecht Noord
- D3 Utrecht Centrum
- D4 Utrecht Zuid

District West Utrecht kent drie basisteams:
- E1 De Ronde Venen / Stichtse Vecht
- E2 De Copen
- E3 Lekpoort

## Geschiedenis
De Regionale Eenheid Midden-Nederland is in 2012 ontstaan uit een samenvoeging van de voormalige regiokorpsen Utrecht, Gooi en Vechtstreek en Flevoland.
Bestaande regionale politieeenheden:
Noord-Nederland ·
Oost-Nederland ·
Midden-Nederland ·
Noord-Holland ·
Amsterdam ·
Den Haag ·
Rotterdam ·
Zeeland - West-Brabant ·
Oost-Brabant ·
Limburg ·
Eenheid Landelijke Expertise en Operaties ·
Eenheid Landelijke Opsporing en Interventies

Voormalige eenheden:
Landelijke Eenheid
Voormalige regiokorpsen:
Politie Groningen ·
Politie Fryslân ·
Politie Drenthe ·
Politie IJsselland ·
Politie Twente ·
Politie Noord- en Oost-Gelderland ·
Politie Gelderland-Midden ·
Politie Gelderland-Zuid ·
Politie Utrecht ·
Politie Noord-Holland-Noord ·
Politie Zaanstreek-Waterland ·
Politie Kennemerland ·
Politie Amsterdam-Amstelland ·
Politie Gooi en Vechtstreek ·
Politie Haaglanden ·
Politie Hollands Midden ·
Politie Rotterdam-Rijnmond ·
Politie Zuid-Holland-Zuid ·
Politie Zeeland ·
Politie Midden- en West-Brabant ·
Politie Brabant-Noord ·
Politie Brabant-Zuidoost ·
Politie Limburg-Noord ·
Politie Limburg-Zuid ·
Politie Flevoland ·